# Kristin Kreuk
Kristin Laura Kreuk (Vancouver, 1982. december 30. –) kanadai színésznő.

## Élete és pályafutása
1982. december 30-án született, kínai anyától és holland apától. Vancouverben végezte el az Eric Hamber Középiskolát. 
Televíziós debütálása főszereplőként az Edgemont című sorozatban volt, melyben Laurát, a félénk, de okos külvárosi lányt alakította. Első filmszerepe az ABC televízió gyártásában készült Hófehérke című tévéfilmben volt, amelyben a címszerepet kapta. Igazi átütő sikert azonban a Smallville-lel érte el: ebben Superman, azaz Clark Kent fiatalkori szerelmét, Lana Langot alakította a 7. évad végéig, 2008-ig.

## Filmográfia

### Film
| Év   | Magyar cím                         | Eredeti cím                           | Szerep           | Magyar hang   |
| ---- | ---------------------------------- | ------------------------------------- | ---------------- | ------------- |
| 2004 | Eurotúra                           | EuroTrip                              | Fiona            | Roatis Andrea |
| 2006 |                                    | Dream Princess (rövidfilm)            | hercegnő         |               |
| 2007 | Elszakítva (Kasmír szívek)         | Partition                             | Naseem Khan      | Huszárik Kata |
| 2009 | Street Fighter – Chun-Li legendája | Street Fighter: The Legend of Chun-Li | Chun-Li          | Molnár Ilona  |
| 2011 | Vámpír                             | Vampire                               | Maria Lucas      |               |
| 2011 |                                    | Irvine Welsh's Ecstasy                | Heather Thompson |               |
| 2012 |                                    | Space Milkshake                       | Tilda            |               |
| 2017 |                                    | The Emissary (rövidfilm)              | követ            |               |

### Televízió
| Év        | Magyar cím                | Eredeti cím                         | Szerep                               | Megjegyzések                                                         |
| --------- | ------------------------- | ----------------------------------- | ------------------------------------ | -------------------------------------------------------------------- |
| 2001      | Hófehérke                 | Snow White: The Fairest of Them All | Hófehérke                            | - tévéfilm - magyar hangja: - Roatis Andrea                          |
| 2001      | Szeleburdi víkendezők     | The Weekenders                      | Gina (hangja)                        | 1 epizód                                                             |
| 2001–2005 | Edgemont                  | Edgemont                            | Laurel Yeung                         | főszereplő (70 epizód)                                               |
| 2001–2009 | Smallville                | Smallville                          | Lana Lang                            | főszereplő (154 epizód)                                              |
| 2001–2009 | Smallville                | Smallville                          | Louise McCallum                      | 1 epizód                                                             |
| 2001–2009 | Smallville                | Smallville                          | Margaret Isobel Thoreaux             | 3 epizód                                                             |
| 2004      | Földtenger kalandorai     | Earthsea                            | Tenar                                | - minisorozat - magyar hangja: - Ruttkay Laura                       |
| 2010      | Ben Hur                   | Ben Hur                             | Tirzah                               | - minisorozat - magyar hangja: - Kovács Patrícia                     |
| 2010      | Chuck                     | Chuck                               | Hannah                               | visszatérő szereplő (4 epizód)                                       |
| 2012–2016 | A szépség és a szörnyeteg | Beauty & the Beast                  | Catherine Chandler                   | - főszereplő (70 epizód) - producer                                  |
| 2015      | Robotcsirke               | Robot Chicken                       | Oblina / Catherine Chandler (hangja) | 1 epizód                                                             |
| 2018–2021 | Az igazság terhe          | Burden of Truth                     | Joanna Hanley / Joanna Chang         | - főszereplő és vezető producer - magyar hangja: - Sipos Eszter Anna |
| 2021      | Szellemíró                | Ghostwriter                         | Sarah Weaver                         | vendégszereplő (2. évad)                                             |
| 2022      | Reacher                   | Reacher                             | Charlie                              | - vendégszereplő - magyar hangja: - Roatis Andrea                    |